# Antalya Büyükşehir Belediyespor
Antalya Büyükşehir Belediye Spor Kulübü (of korter: Antalya Büyükşehir Belediyespor) is een sportclub opgericht in Antalya, de gelijknamige hoofdstad van de provincie Antalya, Turkije. De clubkleuren van de vereniging zijn oranje en blauw. De club uit Antalya speelt zijn thuiswedstrijden in het Antalya Atatürk Spor Salonu dat in het totaal 2.500 zitplaatsen telt.
Vanaf 2007 speelde de club in de hoogste Turkse basketbaldivisie, de Türkiye Basketbol Ligi. Coach van dit basketbalteam was Orhun Ene, oud-speler van onder meer Fenerbahçe en Galatasaray. In 2013 eindigde de club het competitie op een laatste plaatse en degradeerde zo dus terug naar het tweede divisie.